# Boksen op de Olympische Zomerspelen 1992
Boksen is een van de sporten die beoefend werden tijdens de Olympische Zomerspelen 1992 in Barcelona.

## Mannen
Uitslagen per gewichtsklasse: 

### lichtvlieggewicht (tot 48 kg)
| rang   | sporter         | land |
| ------ | --------------- | ---- |
| Goud   | Rogelio Marcelo | CUB  |
| Zilver | Daniel Petrov   | BUL  |
| Brons  | Jan Quast       | GER  |
| Brons  | Roel Velasco    | PHI  |
| 5      | Valentin Barbu  | ROU  |
| 5      | Pál Lakatos     | HUN  |
| 5      | Rafael Lozano   | ESP  |
| 5      | Rowan Williams  | GBR  |

### vlieggewicht (tot 51 kg)
| rang   | sporter           | land |
| ------ | ----------------- | ---- |
| Goud   | Choi Chol Su      | PRK  |
| Zilver | Raúl González     | CUB  |
| Brons  | Timothy Austin    | USA  |
| Brons  | István Kovács     | HUN  |
| 5      | Héctor Ávila      | DOM  |
| 5      | Benjamin Mwangata | TAN  |
| 5      | Robert Peden      | AUS  |
| 5      | David Serradas    | VEN  |

### bantamgewicht (tot 54 kg)
| rang   | sporter          | land |
| ------ | ---------------- | ---- |
| Goud   | Joel Casamayor   | CUB  |
| Zilver | Wayne McCullough | IRL  |
| Brons  | Mohamed Achik    | MAR  |
| Brons  | Li Gwang Sik     | PRK  |
| 5      | Roberto Jalnaiz  | PHI  |
| 5      | Remigio Molina   | ARG  |
| 5      | Mohammed Sabo    | NGR  |
| 5      | Serafim Todorov  | BUL  |

### vedergewicht (tot 57 kg)
| rang   | sporter                | land |
| ------ | ---------------------- | ---- |
| Goud   | Andreas Tews           | GER  |
| Zilver | Faustino Reyes         | ESP  |
| Brons  | Ramaz Paliani          | EUN  |
| Brons  | Hocine Soltani         | ALG  |
| 5      | Victoriano Damien Sosa | DOM  |
| 5      | Daniel Dumitrescu      | ROU  |
| 5      | Park Duk-kyu           | KOR  |
| 5      | Eddy Suárez            | CUB  |

### lichtgewicht (tot 60 kg)
| rang   | sporter             | land |
| ------ | ------------------- | ---- |
| Goud   | Oscar de la Hoya    | USA  |
| Zilver | Marco Rudolph       | GER  |
| Brons  | Namjil Bayarsaikhan | MGL  |
| Brons  | Hong Sung-sik       | KOR  |
| 5      | Donald Chávez       | PHI  |
| 5      | Julien Lorcy        | FRA  |
| 5      | Haji Matumla        | TAN  |
| 5      | Tontsjo Tontsjev    | BUL  |

### halfweltergewicht (tot 63.5 kg)
| rang   | sporter          | land |
| ------ | ---------------- | ---- |
| Goud   | Héctor Vinent    | CUB  |
| Zilver | Mark Leduc       | CAN  |
| Brons  | Leonard Doroftei | ROU  |
| Brons  | Jyri Kjäll       | FIN  |
| 5      | Laid Bouneb      | ALG  |
| 5      | Oleg Nikolajev   | EUN  |
| 5      | Peter Richardson | GBR  |
| 5      | László Szűcs     | HUN  |

### weltergewicht (tot 67 kg)
| rang   | sporter                 | land |
| ------ | ----------------------- | ---- |
| Goud   | Michael Carruth         | IRL  |
| Zilver | Juan Hernández Sierra   | CUB  |
| Brons  | Anibal Acevedo Santiago | PUR  |
| Brons  | Arkhom Chenglai         | THA  |
| 5      | Sören Antman            | SWE  |
| 5      | Vitalijus Karpačiauskas | LTU  |
| 5      | Andreas Otto            | GER  |
| 5      | Francisc Vaştag         | ROU  |

### halfmiddengewicht (tot 71 kg)
| rang   | sporter           | land |
| ------ | ----------------- | ---- |
| Goud   | Juan Carlos Lemus | CUB  |
| Zilver | Orhan Delibaş     | NED  |
| Brons  | György Mizsei     | HUN  |
| Brons  | Robin Reid        | GBR  |
| 5      | Ole Klemetsen     | NOR  |
| 5      | Raul Marquez      | USA  |
| 5      | Fao Maselino      | ASA  |
| 5      | Igors Šaplavskis  | LAT  |

### middengewicht (tot 75 kg)
| rang   | sporter            | land |
| ------ | ------------------ | ---- |
| Goud   | Ariel Hernández    | CUB  |
| Zilver | Chris Byrd         | USA  |
| Brons  | Chris Johnson      | CAN  |
| Brons  | Lee Seung-bae      | KOR  |
| 5      | Ahmed Dine         | ALG  |
| 5      | Sven Ottke         | GER  |
| 5      | Albert Papilaya    | INA  |
| 5      | Stefan Trendafilov | BUL  |

### halfzwaargewicht (tot 81 kg)
| rang   | sporter               | land |
| ------ | --------------------- | ---- |
| Goud   | Torsten May           | GER  |
| Zilver | Rostislav Zaoelitsjny | EUN  |
| Brons  | Wojciech Bartnik      | POL  |
| Brons  | Zoltán Beres          | HUN  |
| 5      | Ángel Espinosa        | CUB  |
| 5      | Montell Griffin       | USA  |
| 5      | Roland Raforme        | SEY  |
| 5      | Stephen Wilson        | GBR  |

### zwaargewicht (tot 91 kg)
| rang   | sporter             | land |
| ------ | ------------------- | ---- |
| Goud   | Félix Savón         | CUB  |
| Zilver | David Izonritei     | NGR  |
| Brons  | David Tua           | NZL  |
| Brons  | Arnold Vanderlyde   | NED  |
| 5      | Paul Douglas        | IRL  |
| 5      | Kirk Johnson        | CAN  |
| 5      | Danell Nicholson    | USA  |
| 5      | Vojtěch Rückschloss | TCH  |

### superzwaargewicht (boven 91 kg)
| rang   | sporter           | land |
| ------ | ----------------- | ---- |
| Goud   | Roberto Balado    | CUB  |
| Zilver | Richard Igbineghu | NGR  |
| Brons  | Brian Nielsen     | DEN  |
| Brons  | Svilen Roesinov   | BUL  |
| 5      | Larry Donald      | USA  |
| 5      | Wilhelm Fischer   | GER  |
| 5      | Peter Hrivňák     | TCH  |
| 5      | Gitas Juškevičius | LTU  |

## Medaillespiegel
| Plaats | Land             | NOC    | Goud | Zilver | Brons | Totaal |
| ------ | ---------------- | ------ | ---- | ------ | ----- | ------ |
| 1      | Cuba             | CUB    | 7    | 2      | 0     | 9      |
| 2      | Duitsland        | GER    | 2    | 1      | 1     | 4      |
| 3      | Verenigde Staten | USA    | 1    | 1      | 1     | 3      |
| 4      | Ierland          | IRL    | 1    | 1      | 0     | 2      |
| 5      | Noord-Korea      | PRK    | 1    | 0      | 1     | 2      |
| 6      | Nigeria          | NGR    | 0    | 2      | 0     | 2      |
| 7      | Bulgarije        | BUL    | 0    | 1      | 1     | 2      |
| 7      | Canada           | CAN    | 0    | 1      | 1     | 2      |
| 7      | Gezamenlijk team | EUN    | 0    | 1      | 1     | 2      |
| 7      | Nederland        | NED    | 0    | 1      | 1     | 2      |
| 11     | Spanje           | ESP    | 0    | 1      | 0     | 1      |
| 12     | Hongarije        | HUN    | 0    | 0      | 3     | 3      |
| 13     | Zuid-Korea       | KOR    | 0    | 0      | 2     | 2      |
| 14     | Algerije         | ALG    | 0    | 0      | 1     | 1      |
| 14     | Denemarken       | DEN    | 0    | 0      | 1     | 1      |
| 14     | Finland          | FIN    | 0    | 0      | 1     | 1      |
| 14     | Marokko          | MAR    | 0    | 0      | 1     | 1      |
| 14     | Mongolië         | MGL    | 0    | 0      | 1     | 1      |
| 14     | Nieuw-Zeeland    | NZL    | 0    | 0      | 1     | 1      |
| 14     | Filipijnen       | PHI    | 0    | 0      | 1     | 1      |
| 14     | Polen            | POL    | 0    | 0      | 1     | 1      |
| 14     | Puerto Rico      | PUR    | 0    | 0      | 1     | 1      |
| 14     | Roemenië         | ROU    | 0    | 0      | 1     | 1      |
| 14     | Thailand         | THA    | 0    | 0      | 1     | 1      |
| 14     | Groot-Brittannië | GBR    | 0    | 0      | 1     | 1      |
| Totaal | Totaal           | Totaal | 12   | 12     | 24    | 48     |